# سفارة إيطاليا في ألبانيا
سفارة إيطاليا في ألبانيا هي أرفع تمثيل دبلوماسي لدولة إيطاليا لدى ألبانيا. تقع السفارة في تيرانا وهي تهدف لتعزيز المصالح الإيطالية في ألبانيا.

## وصلات خارجية
- الموقع الرسمي
- قائمة سفارات إيطاليا
- قائمة السفارات في ألبانيا